# Río Pilmaiquén (Licauquén)
Pilmaiquén (del mapudungun pilmaykeñ, "golondrina") es un emisario de la Laguna Antihuala, en la Comuna de Los Álamos que fluye en la comuna de Cañete en la provincia de Arauco de la región del Biobío.

## Trayecto
El Pilmaiquén fluye en dirección sudoeste hacia la costa del Océano Pacífico, al noroeste de la ciudad de Cañete. Su curso es corto pero caudaloso, y atraviesa un pequeño valle entre las áreas montañosas frondosas donde se une al río Licauquén. En este valle existía un rehue moluche, parte del aillarehue de Tucapel. Su curso es casi paralelo al del río Tucapel y comienza casi en la ciudad de Antihuala.

## Historia

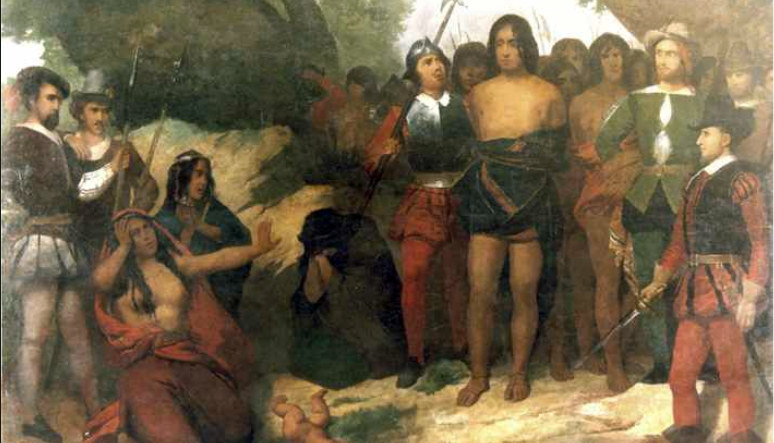
La captura de Caupolicán en Antihuala, por Raymond Monvoisin.

Pilmaiquén fue un butalmapu donde reinó el líder mapuche Caupolicán durante la primera fase de la Guerra de Arauco. Francisco Astaburuaga escribió en 1899 en su obra póstuma Diccionario geográfico de la República de Chile sobre el río:
Pilmaiquén.—Riachuelo del departamento de Cañete hacia la costa, al NO. de su capital. Es de corto curso y caudal y baña un pequeño valle entre serranía selvosa. Se notan estos parajes por haber sido del señorío del célebre cacique Caupolicán que acaudilló á los indios araucanos en la primera defensa que hicieron contra la dominación española. El nombre significa en mapuche: golondrina.

## Población, economía y ecología
Las cuencas Lebu-Paicaví son varias cuencas costeras contiguas exorreicas de régimen pluvial ubicadas entre la Región del Biobío y la Región de La Araucanía, que la Dirección General de Aguas ha reunido en el ítem 088 del inventario BNA de cuencas de Chile. Entre ellas la más conocida es la cuenca del río Paicaví.
| BNA | DARH |
| --- | ---- |
|     |      |